# Pedro Coronel
Pour les articles homonymes, voir Coronel.
Pedro Coronel (né le 25 mai 1923 à Zacatecas et mort le 23 mai 1985 à Mexico) est un peintre et sculpteur mexicain contemporain. Il est le frère du peintre Rafael Coronel.

## Biographie
Il étudie la peinture et la sculpture dans les années 1940. A Paris, il rencontre en 1946 le peintre Victor Brauner et le sculpteur Constantin Brâncuşi qui auront une grande influence sur son art. Sa première exposition a lieu à Mexico en 1954. Remarqué par Octavio Paz, il expose dans le monde entier. 
En 1958, il se marie avec Amparo Dávila, dont il a deux filles. Il divorce en 1964.
En 1984, il reçoit le "Prix national des Arts".
Il meurt le 23 mai 1985 d'un accident vasculaire cérébral.

## Œuvre
Pedro Coronel était un tenant de l'abstraction et de l'art abstrait.
Son œuvre est connue pour ses couleurs originales, et pour sa monumentalité. Il peignait sur des toiles de grandes dimensions. Ses sculptures ont des formes simplifiées.
Il était aussi un grand collectionneur d'art précolombien, d'arts premiers, oriental, gréco-romain, médiéval. Il a fait donation de sa collection au musée de Zacatecas qui porte son nom.